# Kommunalwahlen in Thüringen 2014
Die Kommunalwahlen in Thüringen 2014 fanden am 25. Mai 2014 gemeinsam mit der Europawahl in Deutschland 2014 statt. Dabei wurden die Kreistage der Thüringer Landkreise, die Stadträte der kreisfreien Städte sowie Stadt- und Gemeinderäte der kreisangehörigen Gemeinden neu gewählt. Gemäß der Entscheidung des Thüringer Verfassungsgerichtshofes vom 11. April 2008  gab es keine Fünf-Prozent-Hürde.

## Umfang und Zahl der Kandidaten
Gewählt wurden die Kreistage der 17 Thüringer Landkreise, die Stadträte der sechs kreisfreien Städte sowie Stadt- und Gemeinderäte in 838 kreisangehörigen Städten und Gemeinden. In fünf Kommunen wurde ein hauptamtlicher, in vierzehn ein ehrenamtlicher Bürgermeister gewählt. Zur Wahl standen außerdem 837 Ortschafts- und Ortsteilbürgermeister.
Für die 1.032 Sitze in den 17 Kreistagen und Stadträten der sechs kreisfreien Städte kandidierten 4.600 Bewerber. Für die 8.300 Sitze in den Stadt- und Gemeinderäten der 838 kreisangehörigen Kommunen traten rund 17.000 Bewerber an.

## Wahlbeteiligung
Die Wahlbeteiligung lag bei den Kreistags- und Stadtratswahlen der kreisfreien Städte bei 51,4 % und damit unter der Wahlbeteiligung von 2009 (53,2 %). Am höchsten war sie im Saale-Holzland-Kreis mit 58,3 %.
Die Stadt- und Gemeinderatswahlen der kreisangehörigen Städte und Gemeinden hatten eine Beteiligung von 51,5 %, die zeitgleich statt findende Europawahl thüringenweit 51,6 % Wahlbeteiligung.

## Ergebnisse
Quelle: Thüringer Landesamt für Statistik

### Kreistage und Stadträte der kreisfreien Städte
Die unten aufgeführten landesweiten Ergebnisse dienen lediglich zum Überblick und sind eine rein rechnerische Größe. Diese Ergebnisse haben keinen Einfluss auf die Zusammensetzung der Parlamente, sie bilden jedoch aussagekräftig die landesweiten Veränderungen im Wählerverhalten gegenüber den Kommunalwahlen 2009 ab.
- CDU: 35,0 %, 358 Sitze, +1,7 %p gegenüber 2009, 15 Sitze mehr als 2009.
  - Die CDU konnte leicht hinzugewinnen und wurde in Weimar, Eisenach sowie allen Landkreisen mit Ausnahme des Ilm-Kreises stärkste Partei. In den kreisfreien Städten lag sie jedoch nur zwischen 22 und 25 % (Eisenach: 30 %), bei den Landkreisen zwischen 31 und 44 % (Eichsfeld: 58 %).
- Die Linke: 21,9 %, 229 Sitze, +1,2 %p gegenüber 2009, 7 Sitze mehr als 2009.
  - Die Linke konnte sich ebenfalls leicht verbessern und wurde in Gera, Jena, Suhl und dem Ilm-Kreis stärkste Kraft. Ihr bestes Ergebnis erreichte sie in Suhl (33 %), das schlechteste im Eichsfeld (10 %).
- SPD: 18,3 %, 181 Sitze, -2,0 %p gegenüber 2009, 20 Sitze weniger als 2009.
  - Die SPD musste leichte Verluste hinnehmen, stärkste Kraft blieb sie nur in Erfurt (29 %). Insgesamt fielen ihre Ergebnisse von Kreis zu Kreis sehr unterschiedlich aus mit einer Spanne von 9 % (Gera, Eichsfeld) bis 30 % (Kyffhäuserkreis).
- Grüne: 5,0 %, 50 Sitze, +0,5 %p gegenüber 2009, 4 Sitze mehr als 2009.
  - Die Grünen traten überall außer in Suhl und im Saale-Orla-Kreis an und konnten sich leicht verbessern. Ihre besten Ergebnisse erreichten sie nach wie vor in den Hochschulstädten Weimar (16 %), Jena (11 %) und Erfurt (10 %). In den Landkreisen erreichten sie von 2,5 % im Landkreis Hildburghausen bis 5,8 % im Landkreis Schmalkalden-Meiningen.
- FDP: 3,4 %, 33 Sitze, -4,0 %p gegenüber 2009, 45 Sitze weniger als 2009.
  - Die FDP musste die größten Verluste hinnehmen, schnitt allerdings noch besser ab als bei den letzten Bundestags- und Europawahlen. Ihre Ergebnisse reichten von 1,8 % im Wartburgkreis bis 5,6 % im Landkreis Nordhausen.
- alle anderen zusammen: 16,4 %, 171 Sitze, +2,6 %p gegenüber 2009, 75 Sitze mehr als 2009.
  - Die freien Wählervereinigungen behaupteten sich als vierte Kraft, schnitten aber regional sehr unterschiedlich ab, wobei es sowohl zu großen Stimmgewinnen als auch Verlusten kam. Stark waren die Wählervereinigungen vor allem in Suhl (23 %) und Gera (22 %) sowie in einigen Landkreisen mit Stimmanteilen von über 15 %. Landesweit erhielten die Freien Wähler 5,4 % der Stimmen, wobei die Partei Bundesvereinigung Freie Wähler 2,8 Prozent der Stimmen erhielt.[3]
  - Die NPD (32 Sitze) trat in deutlich mehr Kreisen an als 2009 und konnte ihre Stimmanteile leicht erhöhen. Hochburgen waren einmal mehr Eisenach (7,4 %) und der Wartburgkreis (5,9 %), wo die NPD seit mehreren Jahren deutlich aktiver ist als in anderen Landesteilen, wo die Ergebnisse zwischen 2,5 % (Erfurt) und 6,0 % (Kyffhäuserkreis) lagen. In zwei Städten und fünf Kreisen trat die NPD nicht an. Landesweit erhielt die Partei 3,0 Prozent der Stimmen.
  - Die Piraten (8 Sitze) traten in allen Städten außer Suhl sowie in den Landkreisen Gotha und Weimarer Land an. Die Ergebnisse ihrer ersten Kommunalwahlteilnahme reichten von 1,3 % (Weimarer Land) bis 4,6 % (Jena). Landesweit erhielt die Partei 0,8 Prozent der Stimmen
  - Die AfD (4 Sitze) trat nur in Erfurt (4,5 %) und im Weimarer Land (4,6 %) an und erhielt deutlich geringere Ergebnisse als bei der parallel stattfindenden Europawahl. Landesweit erhielt die Partei 0,4 Prozent der Stimmen.
  - Weitere Kleinparteien und -gruppierungen, die in die Parlamente einziehen konnten, waren die Liste für alternative Demokratie (1,7 % im Wartburgkreis), der mit der MLPD verbundene Eisenacher Aufbruch (3,7 % in Eisenach), das NPD-nahe Bündnis Zukunft Hildburghausen (3,4 % im Landkreis Hildburghausen), die ÖDP (2,9 % im Eichsfeld), die Wählergemeinschaft Die Guten (1,8 % in Jena) und der Volksinteressenbund Thüringen (1,4 % im Kyffhäuserkreis).

### Stadt- und Gemeinderäte
Landesweite Ergebnisse – Diese Ergebnisse haben keinen Einfluss auf die Zusammensetzung der Parlamente. Sie dienen lediglich zum Überblick und sind eine rein rechnerische Größe.
- CDU: 28,6 %, 2183 Sitze, -4,7 %p gegenüber 2009.
- Linke: 13,9 %, 576 Sitze, -1,3 %p gegenüber 2009.
- SPD: 12,6 %, 560 Sitze, -7,7 %p gegenüber 2009.
- FDP: 2,4 %, 161 Sitze, -2,3 %p gegenüber 2009.
- Grüne: 2,7 %, 52 Sitze, +0,5 %p gegenüber 2009.
- alle anderen zusammen: 39,7 %, 5005 Sitze, +2,7 %p gegenüber 2009.

### Bürgermeisterwahlen
Gewählt wurden haupt- bzw. ehrenamtliche Bürgermeister in 19 Gemeinden:
| Gemeinde                    | Bürgermeister                                | Amt          | Ergebnis |
| --------------------------- | -------------------------------------------- | ------------ | -------- |
| Auengrund                   | René Pfötsch (WG Vereine Auengrund)          | hauptamtlich | 58,7 %*  |
| Bollberg                    | Bernd Ebel (FWG)                             | ehrenamtlich | 65,4 %   |
| Crispendorf                 | Axel Weiser                                  | ehrenamtlich | 74,2 %   |
| Crossen an der Elster       | Uwe Berndt (DIE LINKE)                       | ehrenamtlich | 70,5 %*  |
| Freienbessingen             | Heinrich Penzler (Bauernverband)             | ehrenamtlich | 91,7 %   |
| Friedrichswerth             | Monika Bech (FWG)                            | ehrenamtlich | 57,8 %   |
| Großneuhausen               | Torsten Köther                               | ehrenamtlich | 97,3 %   |
| Hellingen                   | Christopher Otter (CDU)                      | ehrenamtlich | 57,3 %   |
| Ifta                        | Wolfgang Uth (UWG)                           | ehrenamtlich | 63,1 %   |
| Ilmtal                      | Peer Schulze (WG Niederwillingen)            | ehrenamtlich | 50,8 %   |
| Ilmtal-Weinstraße           | Thomas Gottweis (CDU)                        | ehrenamtlich | 58,7 %   |
| Kaltennordheim              | Erik Thürmer (CDU/Bürger für die Obere Rhön) | hauptamtlich | 65,5 %*  |
| Kleinwelsbach               | Jan Opitz (WG Kleinwelsbach)                 | ehrenamtlich | 53,0 %   |
| Krayenberggemeinde          | Ingo Jendrusiak (parteilos)                  | hauptamtlich | 65,7 %   |
| Osthausen-Wülfershausen     | Klaus Kolodziej (CDU)                        | ehrenamtlich | 55,5 %   |
| Ringleben (Kyffhäuserkreis) | Lutz Fensterer (parteilos)                   | ehrenamtlich | 51,6 %*  |
| Walpernhain                 | Günter Weihmann (Bauernverband)              | ehrenamtlich | 96,7 %   |
| Weberstedt                  | Simone Stiebling (CDU)                       | ehrenamtlich | 68,9 %   |
| Wildenspring                | Karsten Schellenberg (parteilos)             | ehrenamtlich | 58,3 %   |

* Stichwahl
Soweit erforderlich fanden die Stichwahlen am 8. Juni 2014 (Pfingstsonntag) statt.